# Щитылькы
Щитылькы — река в России, протекает по территории Ямало-Ненецкого автономного округа. Устье реки находится в 59 км по левому берегу реки Панча. Длина реки составляет 41 км.

## Данные водного реестра
По данным государственного водного реестра России относится к Нижнеобскому бассейновому округу, водохозяйственный участок реки — Таз, речной подбассейн реки — подбассейн отсутствует. Речной бассейн реки — Таз.
Код водного объекта в государственном водном реестре — 15050000112115300070189.